# Gemeindemühle (Höchheim)

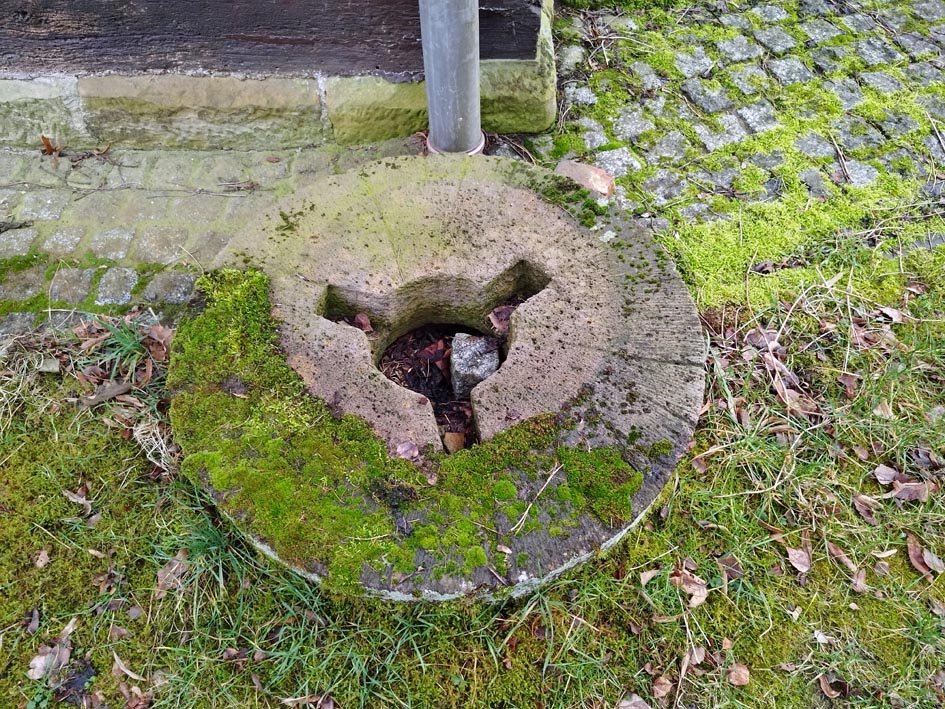
Mühlstein

Gemeindemühle ist ein Gemeindeteil der Gemeinde Höchheim im unterfränkischen Landkreis Rhön-Grabfeld in Bayern. Sie wird auch Obere Mühle oder Äußere Mühle genannt.

## Lage
Die Einöde liegt in der Gemarkung Gollmuthhausen an einem Mühlbach der vom  Fluss Milz abzweigt.

## Geschichte
1830 wurde die Mühle mit drei Mahlgängen beschrieben. In der Hochphase der Mühle erfolgten Mehllieferungen bis in den Raum Thüringen. Korn gemahlen wurde bis 1954. 1987 wurde das Hauptgebäude zum Wohnhaus umgebaut. 